# Radnice
Radnice (in tedesco Radnitz) è una città della Repubblica Ceca facente parte del distretto di Rokycany, nella regione di Plzeň.